# Koninklijke Nederlandse Beroepsorganisatie van Accountants
De Koninklijke Nederlandse Beroepsorganisatie van Accountants (NBA) is de beroepsorganisatie van de accountants in Nederland. De organisatie is ontstaan uit een fusie van het Nederlands Instituut van Registeraccountants (NIVRA) en de Nederlandse Orde van Accountants-Administratieconsulenten (NOvAA). Hoewel beide accountantsorganisaties al jaren steeds nauwer samenwerkten, is de NBA pas sinds 1 januari 2013 officieel een feit. In maart 2015 verkreeg de NBA het predicaat ‘Koninklijk’.

## Voorgeschiedenis
Het concept-fusievoorstel werd gepresenteerd op 29 september 2009. Doel van de fusie was te komen tot één krachtige beroepsorganisatie van accountants, die de belangen van het maatschappelijk verkeer en van de leden dient. Dat betekent een eenduidig optreden naar buiten toe, één set van beroepsstandaarden en gemeenschappelijke normen voor het verkrijgen van de accountantstitel en het toezicht op het gedrag van de accountant.
Op 16 december 2009 werd de fusie goedgekeurd door speciale ledenvergaderingen van zowel NIVRA als NOvAA. Het wachten was sindsdien op de inwerkingtreding van de nieuwe Wet op het accountantsberoep. Daarna zou de fusie vlot geëffectueerd kunnen worden.

### De opbouw van een nieuwe organisatie
Op 30 september 2010 presenteerden NIVRA en NOvAA hun eerste gezamenlijke orgaan, het Adviescollege voor Beroepsreglementering, dat adviezen geeft voor beroepsregels en handreikingen voor de praktijk.
Op 29 november 2010 werden de beide bureauorganisaties samengevoegd. Het nieuwe adres werd het vroegere pand van het NIVRA in Amsterdam. In februari 2011 verscheen het eerste nummer van het tijdschrift Accountant, waarin de eigen bladen De Accountant van het NIVRA en Accountant-Adviseur van de NOvAA waren opgegaan. Sinds maart 2015 is Accountant een kwartaalblad. De eigen websites van NIVRA en NOvAA gingen begin december 2011 uit de lucht. Vanaf dat moment verwezen de webadressen door naar de website van de NBA.
De Wet op het accountantsberoep werd begin oktober 2011 bij de Tweede Kamer ingediend en daar op 14 februari 2012 aangenomen. Pas op 11 december 2012 volgde het groene licht van de Eerste Kamer. Kort daarna, op 1 januari 2013, waren NIVRA en NOvAA officieel gefuseerd.

## Wettelijke taken
De Wet op het accountantsberoep noemt in artikel 3 de volgende taken voor de beroepsorganisatie:
- bevorderen van een goede beroepsuitoefening door accountants, onder meer door het vaststellen van beroepsreglementering;
- behartigen van de gemeenschappelijke belangen van accountants;
- zorg dragen voor de eer van de stand van de accountants; en
- zorg dragen voor de praktijkopleiding.

Er is sinds 1 januari 2013 nog maar één accountantsregister. Daarin zijn de registers van de registeraccountants (RA’s) van het NIVRA en de accountants-administratieconsulenten (AA’s) van de NOvAA samengevoegd. Wel bestaan de afzonderlijke titels RA en AA nog steeds. Niet-leden van de NBA mogen niet de titel RA of AA voeren en zich zelfs geen accountant noemen (artikel 41). Wel mag iemand die onder een accountant werkt, zich adjunct-accountant of assistent-accountant noemen.
Het verschil tussen AA-accountants en RA-accountants is dat AA’s hoofdzakelijk actief zijn in de mkb-sector, terwijl het domein van de RA’s vooral ligt bij de controleplichtige klanten, meestal grote ondernemingen. Criteria voor klein, middelgroot en groot zijn het totaal van de activa, het gemiddelde aantal werknemers en de omzet. Voor de controle op Organisaties van Openbaar Belang (OOB’s), dat zijn beursgenoteerde bedrijven, banken en verzekeraars, is een aparte vergunning van de Autoriteit Financiële Markten nodig.
Het accountantsregister is openbaar. Er zijn ca. 14.000 RA's en ca. 7.000 AA's.
De tuchtrechtspraak onder accountants is opgedragen aan de Accountantskamer en in hoger beroep aan het College van Beroep voor het bedrijfsleven (artikel 42).

## Ledengroepen
De NBA heeft drie groepen leden die elk hun eigen bestuur hebben:
- de openbaar accountants, die werkzaam zijn binnen een accountantspraktijk;
- de intern en overheidsaccountants, die werken in een accountantsfunctie bij de overheid of in het bedrijfsleven;
- de ‘accountants in business’, die werkzaam zijn in een andere functie dan een accountantsfunctie.

De accountants in business werken nauw samen met de Vereniging van Registercontrollers (VRC).

## Opleidingen
De eisen aan de accountantsopleiding zijn op 19 december 2012 vastgelegd in het Besluit accountantsopleiding 2013. Een opleiding tot accountant moet kennis bijbrengen van minimaal de volgende vakgebieden:
1. algemene theorie en beginselen van de boekhouding;
2. wettelijke voorschriften en normen voor de opstelling van jaarrekeningen en geconsolideerde jaarrekeningen;
3. internationale standaarden voor jaarrekeningen;
4. financiële analyse;
5. analytische en beleidsboekhouding;
6. risicomanagement en interne beheersing;
7. controleleer en beroepsvaardigheden;
8. wettelijke voorschriften en gedrags- en beroepsnormen betreffende de wettelijke controle van jaarrekeningen en de daarmee belaste accountants;
9. internationale controlestandaarden;
10. beroepsethiek en onafhankelijkheid;
11. vennootschapsrecht en corporate governance;
12. faillissementsrecht en soortgelijke procedures;
13. belastingrecht;
14. burgerlijk en handelsrecht;
15. socialezekerheidsrecht en arbeidsrecht;
16. informatietechnologie en informaticasystemen;
17. algemene, financiële en bedrijfseconomie;
18. wiskunde en statistiek;
19. grondbeginselen van financieel bedrijfsbeheer.

De Commissie eindtermen accountantsopleiding (CEA) stelt de eindtermen vast die betrekking hebben op de vakgebieden die worden getoetst. Een accountant die het examen wil afleggen, kan bij een opleidingsinstituut, zoals een hogeschool of universiteit, vakken volgen die voldoen aan deze eindtermen en vervolgens bij de Nederlandse Beroepsorganisatie van Accountants het examen afleggen. De NBA geeft, indien het examen met goed gevolg is afgelegd, een getuigschrift af.

## Verplicht lidmaatschap
Wie als accountant werkzaam wil zijn, was vroeger verplicht lid van NIVRA of NOvAA. Na de fusie is hij of zij verplicht lid van de NBA. De dissidente accountantsorganisatie Orde van Register Adviseurs Nederland (OvRAN) vecht deze verplichting al enkele jaren aan. Op 15 februari 2011 diende bij het College van Beroep voor het bedrijfsleven een zaak waarbij drie OvRAN-leden inschrijving in het accountantsregister eisten, hoewel ze geen lid van het NIVRA waren. Hoewel het College vond dat het NIVRA een expliciet besluit moest nemen in plaats van, zoals het NIVRA had gedaan, het verzoek niet ontvankelijk te verklaren, bood het College de klagers weinig hoop: ‘De inschrijving in het register kan niet los worden gezien van het lidmaatschap van het NIVRA nu, gelet op artikel 1, eerste lid, Wet RA, rechtstreeks uit de wet voortvloeit dat degene die in het register staat ingeschreven lid is van het NIVRA. Uit artikel 1, tweede lid, Wet RA volgt dat het NIVRA is te beschouwen als een openbaar lichaam in de zin van artikel 134 van de Grondwet. Gezien het karakter van het NIVRA en de omstandigheid dat aan inschrijving in het register het lidmaatschap is gekoppeld, kan een beroep op artikel 11 van het EVRM, dat ziet op lidmaatschap van privaatrechtelijke verenigingen, naar het oordeel van het College niet met vrucht worden gedaan.’
Ook oud-minister Jan Kees de Jager van Financiën zag geen bezwaren tegen een verplicht lidmaatschap. In de Nota naar aanleiding van het verslag van de Wet op het accountantsberoep van 22 december 2011 schreef hij: ‘Er is geen jurisprudentie bekend (ook niet van het EHRM) waarin de rechtsfiguur van een publiekrechtelijke beroepsorganisatie in strijd met het EVRM of de Grondwet is geacht.’ Hij ziet het verplichte lidmaatschap ook als garantie dat de RA’s en AA’s over de vereiste kwalificaties beschikken. Al eerder, in juni 2010, stelde hij: ‘De Nederlandse Beroepsorganisatie van Accountants (...) blijft een publiekrechtelijke bedrijfsorganisatie (PBO). Accountants die bepaalde taken willen uitoefenen, dienen verplicht lid te zijn van de NBA en zijn gebonden aan de beroepsregels. Dat is niet in strijd met het recht op vereniging, net zomin als de PBO’s van advocaten, gerechtsdeurwaarders en notarissen.’
In augustus 2011 hebben leden van de OvRAN een klacht over deze ‘verenigingsdwang’ ingediend bij het Europese Hof voor de Rechten van de Mens. De procedure loopt nog.